# Michał Kowalonek
Michał Bernard Kowalonek (ur. 29 czerwca 1979 w Rakoniewicach) – polski wokalista i muzyk. Pochodzi z Rakoniewic. Z wykształcenia ekonomista. Członek zespołu Snowman oraz były wokalista zespołu Myslovitz.